# 匹帝
匹帝（？—661年），是7世纪中期奚族部落联盟首领，唐朝饶乐都督府首领。
唐高宗显庆年间，奚族首领可度者死后，匹帝反唐，和契丹首领阿卜固一起骚扰唐朝的边境。显庆五年（660年）五月廿八，唐高宗以定襄都督阿史德樞賓、左武侯將軍延陀梯真、居延州都督李合珠並為冷岍道行軍總管，各将率本部军討伐奚族；命尚書右丞崔余庆充使總護三部兵马，同时阿史德枢宾等為沙磚道行軍總管，会同薛仁贵，擒获契丹阿卜固。龙朔元年（661年），匹帝被部众所杀，奚族重新附唐。